# Боснийско-Герцеговинское радио и телевидение
Боснийско-герцеговинское радио и телевидение (босн. Bosanskohercegovačka radio-televizija; BHRT) — государственная организация Боснии и Герцеговины, до 1992 года республиканский радиотелецентр «Радио и телевидение Сараево», объединённый с другими в Югославское радио и телевидение..

## История

### Radio Sarajevo (1945—1969)
В 1945 году была создана радиокомпании Radio Sarajevo, запустившая в том же году одноимённую радиостанцию, позднее была запущена радиостанция Radio Sarajevo 2, радиостанция Radio Sarajevo в Radio Sarajevo 1.

### Radiotelevizija Sarajevo (1969—1992)
В 1969 году Radio Sarajevo запустив телеканал Televizija Sarajevo была переименована в Radiotelevizija Sarajevo. Позднее была запущена Radiotelevizija Sarajevo запустила радиостанцию Radio Sarajevo 3, в 1972 году телеканал Televizija Sarajevo 2, Televizija Sarajevo стал называться Televizija Sarajevo 1, в 1989 году — спутниковый телеканал Televizija Sarajevo 3.

### RTVBiH (1992—2004)
В 1992 году Radiotelevizija Sarajevo была переименована RTVBiH (Radiotelevizija Bosne i Hercegovine — «Радио и телевидение Боснии и Герцеговины»), Televizija Sarajevo было переименовано в tvBiH (Televizija Bosne i Hercegovine — «Телевидение Боснии и Герцеговины»), Radio Sarajevo в Radio Bosne i Hercegovine (Радио Боснии и Герцеговины).

### BHRT (с 2004 года)
В 2004 году RTVBiH было переименовано в BHRT, tvBiH в BHT 1 (Bosanskohercegovačka televizija — «Боснийско-герцеговинское телевидение»), Radio Bosne i Hercegovine в BH Radio 1 («Боснийско-герцеговинское радио»).

## Телеканалы и радиостанции

### Общенациональные телеканалы общей тематики
- BHT 1

Доступен во всех районах Боснии и Герцеговине через эфирное, кабельное и спутниковое телевидение.

### Общенациональные радиостанции общей тематики
- BH Radio 1

Доступна во всех районах Боснии и Герцеговине через эфирное радиовещание (аналоговое на УКВ (УКВ CCIR), BH Radio 1 ранее на СВ).

## Управление и финансирование
Возглавляется Советом директоров (Upravni odbor), назначаемый парламентом. Финансируется преимущественно за счёт налога, собираемого со всех владельцев телевизоров и радиоприёмников.